# Volo Qantas 32
Il volo Qantas 32 (QF32) era un volo di linea passeggeri internazionale dall'aeroporto di Londra-Heathrow, Regno Unito, all'aeroporto di Sydney, Australia, con scalo all'aeroporto Internazionale di Singapore.
Il 4 novembre 2010, un Airbus A380 operante sulla rotta subì un guasto non controllato a uno dei suoi quattro motori, del tipo Trent 900. Il malfunzionamento si verificò sopra l'isola di Batam, in Indonesia, quattro minuti dopo il decollo dall'aeroporto di Singapore Changi. Dopo aver volato per quasi due ore per valutare la situazione, l'aereo effettuò con successo un atterraggio di emergenza a Changi. Non si registrarono feriti tra i passeggeri, l'equipaggio o le persone a terra, nonostante i detriti del motore fossero caduti tra le case di Batam.
Durante la successiva ispezione, emerse che un disco della turbina nel motore n. 2 dell'aeromobile (quello interno sull'ala sinistra) si era disintegrato, causando danni estesi alla fusoliera, all'ala, all'impianto di alimentazione, al carrello di atterraggio, ai comandi di volo, ai comandi del motore, e un incendio in un serbatoio che si era autoestinto. L'indagine successiva concluise che il guasto era stato causato dalla rottura di un tubo dell'olio fabbricato in modo improprio.
Il guasto è stato il primo del suo genere per l'A380, il più grande aereo passeggeri del mondo. Al momento dell'incidente, trentanove A380 operavano con cinque compagnie aeree: Qantas, Air France, Emirates, Lufthansa e Singapore Airlines. L'incidente portò alla messa a terra temporanea degli altri cinque A380 di Qantas e a ispezioni e sostituzioni su alcuni altri A380 alimentati da motori Rolls-Royce in servizio con Lufthansa e Singapore Airlines, ma non nelle flotte di A380 di Air France ed Emirates, che utilizzavano motori prodotti da Engine Alliance.

## L'aereo
Il velivolo coinvolto era un Airbus A380-842, numero di registrazione VH-OQA e numero di serie (MSN) 14, costruito nel 2006 e dotato di 4 motori Trent 972 prodotti dalla Rolls-Royce. Effettuò il suo primo volo il 25 gennaio 2008 e venne consegnato a Qantas qualche mese dopo, nel settembre dello stesso anno. Quest'aereo, chiamato Nancy Bird Walton in onore della pioniera dell'aviazione australiana, è stato il primo A380 consegnato alla compagnia. A questo ne sono seguiti altri undici, portando il numero totale a dodici.
Dopo aver completato le riparazioni a Singapore, stimate in 139 milioni di dollari americani, l'aereo tornò a Sydney per riprendere il servizio nell'aprile 2012.

## L'equipaggio
Il pilota ai comandi dell'aeromobile, il comandante Richard Champion de Crespigny, venne accreditato dai media come "colui che aveva portato un aereo a due piani pesantemente danneggiato in sicurezza all'aeroporto di Singapore Changi e aveva evitato quella che avrebbe potuto essere una catastrofe". Al momento dell'incidente aveva 35 anni di esperienza di volo. Venne elogiato per aver effettuato un debriefing ai passeggeri nel terminal dopo il volo, rivelando i dettagli dell'accaduto e offrendo assistenza. Nel 2016, a Champion de Crespigny venne assegnato il titolo dell'Ordine dell'Australia, per l'importante servizio offerto all'industria aeronautica sia a livello nazionale che internazionale, in particolare per la sicurezza dei voli e per la comunità.
Nel 2010, Richard Woodward, vicepresidente dell'Australian and International Pilots Association, riferì che c'erano cinque piloti nella cabina di pilotaggio di questo volo. Oltre al normale equipaggio di comandante, primo e secondo ufficiale, c'erano altri due "piloti di controllo": uno dei due era in addestramento per diventare un effettivo comandante di controllo (CC), e l'altro era il supervisore che lo stava addestrando. Il comandante de Crespigny, assistito dal primo ufficiale, si concentrò sul volo, sulla gestione dell'aeromobile e sul monitoraggio delle liste di controllo (100 ECAM). Gli altri piloti monitorarono tutte le azioni e assistettero ove necessario.

## L'incidente

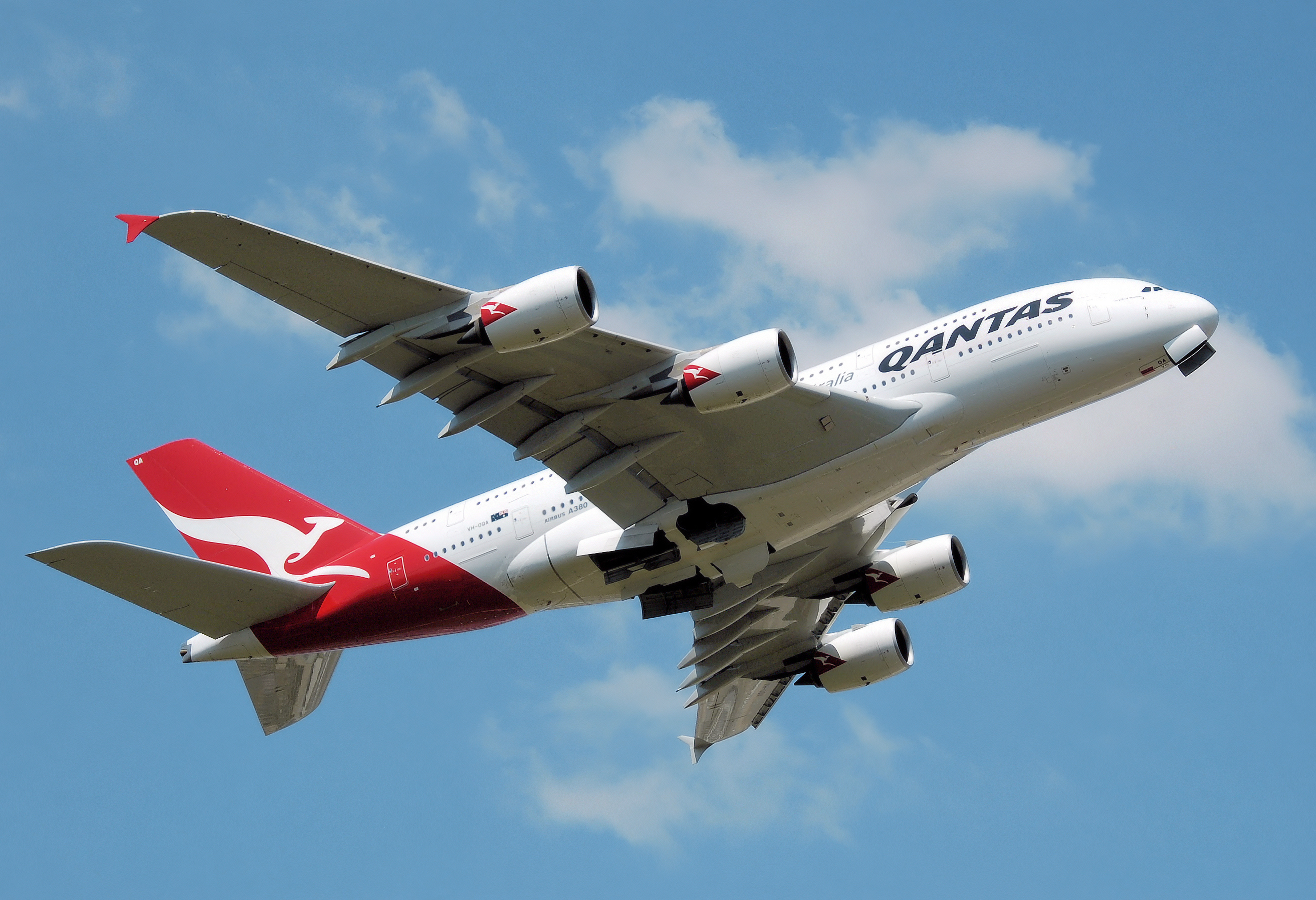
L'Airbus A380 della Qantas, VH-OQA, protagonista dell'incidente.

L'incidente, avvenuto alle 10:01 del mattino ora solare di Singapore (02:01 UTC), venne causato da un guasto non controllato al motore interno di sinistra (n. 2), mentre l'A380 era in rotta sopra l'isola di Batam, in Indonesia.
Frammenti del motore perforarono parte dell'ala e danneggiarono il sistema di alimentazione, causando una perdita di carburante e un incendio nel serbatoio. Disabilitarono uno dei sistemi idraulici e il sistema di frenatura antibloccaggio, fecero passare i motori n. 1 e n. 4 in modalità "degradata", danneggiarono i flap e i comandi per il motore n. 1, quello esterno sinistro. L'equipaggio, dopo aver preso il controllo manuale dell'aeromobile, decise di portare l'aereo in un circuito di attesa vicino all'aeroporto di Singapore Changi, durante la valutazione dello stato del jet. Ci vollero 55 minuti per completare questa fase. Il primo ufficiale e il capitano di controllo di sorveglianza (SCC) inserirono lo stato dell'aereo nell'applicazione di calcolo delle prestazioni per la distanza di atterraggio (LDPA), trovandosi 50 tonnellate oltre il peso massimo consentito. Sulla base di questi input, il LDPA non riuscì a calcolare una distanza di atterraggio accettabile per l'aeroporto. Dopo una discussione, l'equipaggio scelse di cambiare gli input relativi alla pista da "bagnata" ad "asciutta". Il computer restituì quindi le informazioni secondo cui l'atterraggio era fattibile con soli 139 metri di pista rimanenti. Il volo tornò quindi a Singapore, atterrando in sicurezza alle 11:45 ora di Singapore, dopo aver esteso il carrello di atterraggio attraverso il sistema di emergenza che utilizza la forza di gravità. Quattro pneumatici scoppiarono nel contatto con la pista a causa di una velocità di atterraggio di 35 nodi (65 km/h) superiore alla norma.
Al momento dell'atterraggio, l'equipaggio non fu in grado di spegnere il motore n. 1, che dovette essere cosparso di schiuma dai servizi antincendio intervenuti, fino al completo spegnimento. I piloti avevano preso in considerazione la possibilità di evacuare l'aereo subito dopo l'atterraggio mentre il carburante perdeva dall'ala sinistra sui freni, che erano estremamente caldi a causa della massima potenza di frenata utilizzata. Il pilota SCC, David Evans, osservò in un'intervista: "Avevamo una situazione in cui c'era carburante, freni caldi e un motore che non potevamo spegnere. Il posto più sicuro era davvero a bordo dell'aereo in quel momento. Abbiamo mantenuto gli assistenti di cabina in stato di allerta per tutto il tempo, pronti ad evacuare, aprire le porte e gonfiare gli scivoli in qualsiasi momento. Col passare del tempo, quel pericolo è diminuito e, per fortuna, siamo stati abbastanza fortunati da poter uscire con molta calma e metodicamente attraverso una serie di scale". Nei momenti sulla pista, l'aereo era alimentato da una sola batteria e poteva comunicare attraverso una sola radio VHF per coordinare le procedure di emergenza con i vigili del fuoco locali.
Non furono segnalati feriti tra i 440 passeggeri e i 29 membri dell'equipaggio a bordo dell'aereo. Sull'isola di Batam, alcuni detriti caddero su una scuola e su alcune case causando danni strutturali, e su un'auto.

## Le indagini

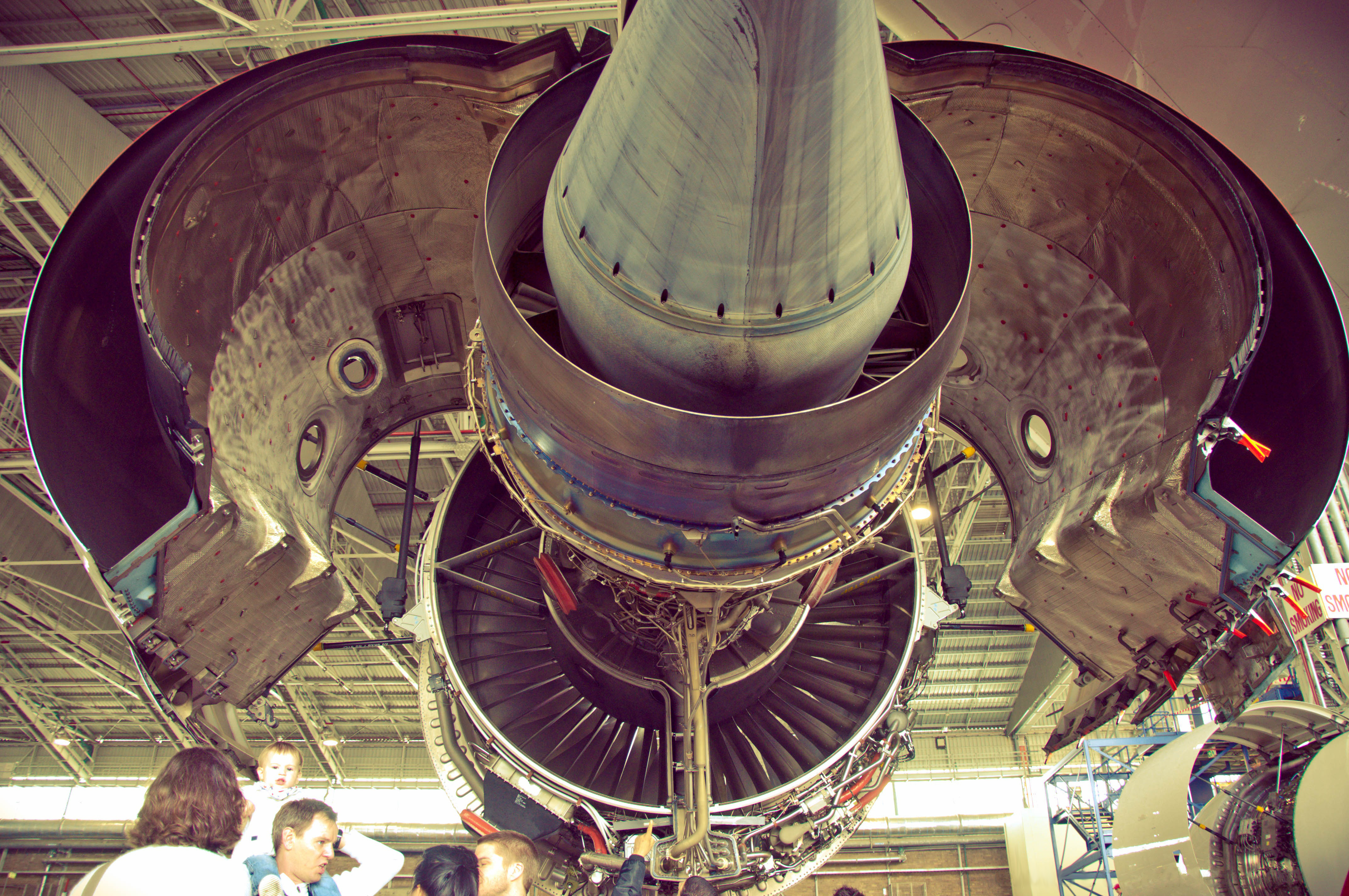
L'interno del motore dell'Airbus A380 VH-OQC di Qantas durante un'ispezione

L'indagine dell'Australian Transport Safety Bureau (ATSB) appurò che la "fessurazione da fatica" in un tubo all'interno del motore aveva provocato perdite d'olio seguite da un incendio che aveva portato al sgancio dell'Intermediate Pressure Turbine Disc (IPT). Gli investigatori dissero che il problema era specifico dei motori Rolls-Royce Trent 900.
Rolls-Royce determinò che la causa diretta dell'incendio del lubrificante e il conseguente guasto del motore era un disallineamento all'interno di un tubo dell'olio che aveva portato a una frattura da fatica. Il rapporto di indagine preliminare dell'ATSB confermò le conclusioni di Rolls-Royce.
Airbus stabilì che il disco IPT aveva rilasciato tre diversi frammenti ad alta energia, con conseguenti danni strutturali e di sistema. Concluse inoltre che i percorsi di cablaggio separati erano stati tagliati da due dei tre singoli pezzi di detriti del disco e, di conseguenza, non era stato possibile arrestare il motore n. 1 dopo l'atterraggio.
Il 10 novembre 2010, l'Agenzia europea per la sicurezza aerea (EASA) emise una direttiva di aeronavigabilità di emergenza, ordinando alle compagnie aeree che utilizzavano i motori Trent 900 di condurre prove rigorose: lunghi periodi di test con motori al minimo condotti al suolo, test alle turbine a bassa pressione (LPT), ispezioni alla struttura ad alta pressione/pressione intermedia (HP/IP) e dei tubi di servizio dell'olio. Il 22 novembre, EASA semplificò le linee guida per le ispezioni, citando i progressi nelle indagini. Il 2 dicembre 2010, l'ATSB raccomandò un'ispezione una tantum dei motori Trent 900 entro due cicli di volo.
Il 3 dicembre 2010, l'ATSB pubblicò un rapporto preliminare che conteneva una scoperta chiave di un difetto di fabbricazione: era stata trovata un'area di rottura da fatica all'interno di un tubo che trasportava olio alla struttura HP/IP del motore. L'olio lubrificante dei cuscinetti fuoriuscì dalla crepa, causando il successivo incendio del motore e il guasto del disco IPT. La frattura da fatica era il risultato del disallineamento del tubo durante processi di "counter-bore". Quell'allineamento impreciso fece sì che un lato dello stesso tubo diventasse troppo sottile per resistere alla frattura da fatica. Ciò poteva portare a un elevato rischio di generazione e crescita di crepe da fatica, perdite di olio e potenziali guasti catastrofici al motore dal conseguente incendio, secondo l'agenzia.
I risultati furono determinati come un "problema critico per la sicurezza" e l'ATSB raccomandò ispezioni immediate dei motori Trent 900 in servizio. L'8 dicembre, l'ATSB riferì che 45 motori Trent 900 erano stati ispezionati e 3 di questi non avevano superato l'ispezione ed erano stati rimossi dal servizio. Il 18 maggio 2011, l'ATSB pubblicò un rapporto provvisorio in cui si affermava che 53 motori Trent 900 erano stati rimossi dal servizio - 11 a causa di tubi di alimentazione dell'olio fuori tolleranza e 42 a causa della mancanza di registri di misurazione e manutenzione.

## Conseguenze
Pur avendo avuto alcuni incidenti seri in anni recenti, vedasi ad esempio l'atterraggio di emergenza del 25 luglio 2008, conclusosi fortunatamente con esito positivo, dove il volo QF30 operato tramite un Boeing 747-400 VH-OJK aveva sperimentato una rapida decompressione dovuta all'esplosione di una bombola d'ossigeno, Qantas è ritenuta la compagnia aerea più sicura del mondo, non avendo mai sperimentato un incidente fatale a suoi velivoli nell'era dei jet. A seguito di quanto accaduto al volo QF32, la compagnia australiana decise di sospendere i voli dei propri Airbus A380. Lufthansa, Air France e Emirates (queste ultime due usavano motori GP7270) dichiararono che i loro A380 avrebbero continuato a volare. Singapore Airlines decise di ritardare i voli che erano operati con A380 equipaggiati con gli stessi motori del VH-OQA di Qantas per controlli tecnici. Venne appurato che l'avaria al secondo motore dell'A380 era stata causata da un trafilamento di olio nelle turbine della turboventola, che causò un surriscaldamento e quindi l'esplosione. Il trafilamento fu causato da un tubo difettoso che, come venne poi dimostrato da successive indagini, poteva fessurarsi e causare perdite di lubrificante, mettendo a rischio molti aerei equipaggiati con i Rolls Royce Trent.

## Nella cultura di massa
Il volo Qantas 32 è stato analizzato nella puntata Mistero A380 della tredicesima stagione della serie di documentari Indagini ad alta quota, trasmessa da National Geographic Channel.